# Raión de Eghegnadzor
El raión de Ijevan es uno de los dos raiones que forman la provincia armenia de Vayots Dzor. Se encuentra al norte de la provincia, con una población a fecha de 12 de octubre de 2011 de 33 995 habitantes.
Está formado por las siguientes localidades:
- Agarakadzor 1301
- Aghavnadzor 1890
- Aghnjadzor 412
- Areni 1772
- Arpi 1149
- Artabuynk 984
- Chiva 698
- Getap 1981
- Gladzor 2126
- Gnishik 44
- Goghtanik 190
- Hermon 180
- Horbategh 242
- Hors 321
- Karaglukh 743
- Khachik 862
- Malishka 4460
- Mozrov 88
- Rind 1397
- Salli 220
- Sevazhayr 13
- Shatin 1736
- Taratumb 448
- Vardahovit 103
- Vernashen 1113
- Yeghegis 369
- Yeghegnadzor 7944
- Yelpin 1209[1]